# アルシン
アルシン（英語: arsine）とは、化学式が AsH3 と表される、ヒ素と水素の化合物である。水素化ヒ素（英語: arsenic hydride）や、ヒ化水素 (英語: hydrogen arsenide) とも呼ばれる。

## 性質
アルシンの化学式はAsH3であるため、その分子量は、77.95である。アルシンの常圧における融点は-116 ℃、沸点は-62 ℃なので、常温常圧では気体として存在する。なお、気体のアルシンに色は無い。
立体構造はアンモニアに近いが、水素の結合角はアンモニアのそれよりも小さく直角に近い。極性溶媒に溶け易く、有機溶媒に溶け難い。しかし、窒素の電気陰性度が3.0のアンモニアとは異なり、ヒ素の電気陰性度は2.0なのに対して、水素の電気陰性度は2.1と、極性が弱いためアルシンは水素結合を作らない。
アルシンは還元作用を示し、例えば、硝酸銀水溶液に通ずると銀を遊離する。なお、その標準酸化還元電位は以下の通りである。
{\displaystyle {\ce {As\ +3H^{+}\ +3{\mathit {e}}^{-}=AsH3\ ,}}} E º = -0.225 V
{\displaystyle {\ce {2AsH3\ + 12AgNO3\ + 3H2O -> 12Ag\ + As2O3\ + 12HNO3}}}
濃厚な硝酸銀水溶液では、ヒ化銀を含む黄色の複塩 Ag3As·3AgNO3 が沈殿する。このように、そもそも還元性を示す物質なので、強力な酸化剤とは、爆発的に反応する。したがって、引火し易く、爆発に至る場合もあるので、取り扱いには注意を要する。
なお、酸素との反応、すなわち、燃焼すると、水及び三酸化ヒ素を生じる。
そもそもアルシンは比較的不安定な化合物であり、熱・光・水分によって分解され、ヒ素と水素を生じる。

## 毒性
ヒトに対してアルシンは猛毒であり、アメリカ合衆国産業衛生専門家会議（ACGIH）の勧告によるアルシンの許容濃度は、時間加重平均濃度にて 0.005 ppmである。アルシンを大量に吸入した場合、血液・腎臓に影響が出て、最悪の場合には死に至る。
アルシンの曝露された結果の症状は、数時間から数日遅れて現れる場合もあるため、その間は医学的な経過観察が必要とされる。

## 合成
例えば、ヒ化カルシウムに希硫酸を作用させると発生する。
{\displaystyle {\ce {Ca3As2\ + 3H2SO4 -> 2AsH3\ + 3CaSO4}}}
この合成法によって合成したアルシンは、ニンニクに似た特徴的な臭気を持つとされるが、このニンニク臭は、不純物のテルルによる匂いだとも言われる。
また、ヒ素を含む試料に、触媒として亜鉛を加えて、そこに希硫酸を作用させるとアルシンが発生する。このようにして発生させたアルシンを、水素ガスと共に燃焼させて、その炎を冷たいガラス、または、磁製皿に触れさせると、単体のヒ素が付着し、光沢のある「ヒ素鏡」ができる。これはマーシュ法と呼ばれるヒ素の検出法の1つである。
なお、これは積極的な合成法ではないものの、シェーレグリーンと呼ばれる顔料を、カビやバクテリアが分解すると、アルシンが発生し得る。

## 用途
ヒ化ガリウム（GaAs）やヒ化インジウム（InAs）等の化合物半導体の原料として重要である。アルシンを原料としての半導体製造においては、有機金属気相成長法（MOCVD）やガスソース分子線エピタキシー法（GS-MBE）が用いられる。原料ガスとしてアルシンを管内に送り込む方法で、均等に層を積み上げる成長工程を担う。

## 有機アルシン
有機化学において、水素化ヒ素を親化合物とし、一般式が RR1R2As（各置換基は H または有機基）と表される一連の誘導体も、俗に「アルシン」と呼ばれる。トリフェニルアルシン（(C6H5)3As）などは、配位子としての用途がある。